# Liste der Nummer-eins-Hits in Belgien (1972)
Diese Liste enthält alle Nummer-eins-Hits in Belgien im Jahr 1972. Es gab in diesem Jahr zwölf Nummer-eins-Singles.
| Singles |
| --- |
| - Tony Christie – Is This the Way to Amarillo? - 2 Wochen (25. Dezember 1971 – 7. Januar 1972) - Mouth & MacNeal – How Do You Do? - 6 Wochen (8. Januar – 18. Februar) - Middle of the Road – Sacramento (A Wonderful Town) - 6 Wochen (19. Februar – 31. März) - The Sweet – Poppa Joe - 3 Wochen (1. April – 21. April) - Salim Seghers – Verlaat me nooit - 3 Wochen (22. April – 12. Mai, insgesamt 6 Wochen) - Vicky Leandros – Après toi - 1 Woche (13. Mai – 19. Mai) - Middle of the Road – Samson and Delilah - 1 Woche (20. Mai – 26. Mai) - Salim Seghers – Verlaat me nooit - 3 Wochen (27. Mai – 16. Juni, insgesamt 6 Wochen) - Mouth & MacNeal – Hello-A - 8 Wochen (17. Juni – 11. August) - Anarchic System – Popcorn - 2 Wochen (12. August – 25. August) - Julio Iglesias – Un canto a Galicia - 8 Wochen (26. August – 20. Oktober) - Lynsey de Paul – Sugar Me - 6 Wochen (21. Oktober – 1. Dezember) - Gilbert O’Sullivan – Clair - 5 Wochen (2. Dezember 1972 – 5. Januar 1973) |